# Livio Cicero
Livio Cicero (13 maart 2006) is een Belgisch voetballer.

## Clubcarrière
Cicero genoot een deel van zijn jeugdopleiding bij KRC Genk. Uiteindelijk stapte hij over naar Lommel SK, waar hij op 10 februari 2024 zijn officiële debuut in het eerste elftal maakte: in de competitiewedstrijd tegen Zulte Waregem (0-3-winst) liet trainer Steve Bould hem in de blessuretijd invallen. Ook in de 4-1-competitiezege tegen RFC de Liège op 2 maart 2024 liet Bould hem in de blessuretijd invallen.
Op 2 mei 2024, een dag nadat Lommel zich plaatste voor de finale van de promotie-playoffs tegen KMSK Deinze, kondigde KV Mechelen aan dat Cicero een tweejarig profcontract met optie op een derde seizoen had ondertekend in het AFAS Stadion. De club kondigde aan dat Cicero in eerste instantie zou worden ingezet door Jong KV Mechelen, het beloftenelftal van de club in de Tweede afdeling.

## Clubstatistieken
| Seizoen         | Club            | Land            | Competitie      | Competitie | Competitie | Beker | Beker | Supercup | Supercup | Europees | Europees | Totaal | Totaal |
| Seizoen         | Club            | Land            | Competitie      | Wed.       | Dlp.       | Wed.  | Dlp.  | Wed.     | Dlp.     | Wed.     | Dlp.     | Wed.   | Dlp.   |
| --------------- | --------------- | --------------- | --------------- | ---------- | ---------- | ----- | ----- | -------- | -------- | -------- | -------- | ------ | ------ |
| 2023/24         | Lommel SK       | Vlag van België | Eerste klasse B | 2          | 0          | 0     | 0     | —        | —        | —        | —        | 2      | 0      |
| Carrière totaal | Carrière totaal | Carrière totaal | Carrière totaal | 2          | 0          | 0     | 0     | 0        | 0        | 0        | 0        | 2      | 0      |

Bijgewerkt op 3 mei 2024.